# Eduardo Ayas
Eduardo Ayas (Buenos Aires, 11 de noviembre de 1957-Buenos Aires, 26 de agosto de 2010) fue un tenor argentino de mucha presencia en el Teatro Colon de Buenos Aires en las décadas de 1990 y 2000.
Dotado con una voz de tenor lírico, con gran fluidez en la zona aguda y mucha personalidad para roles románticos, era además un excelente actor. Experto en el repertorio italiano y francés, cantaba también en idiomas tan disímiles como el inglés, el alemán, el ruso y el checo.
Ayas parecía predestinado a una carrera internacional de primer nivel, (a la que el mismísimo Luciano Pavarotti le abrió las puertas). Pero se negó a acceder a ella, ya que no gustaba de estar lejos de su familia durante largas temporadas. Su prematura muerte privó a la lírica de su país de una de sus figuras más relevantes.

## Biografía
Estudió piano con Alberto Villanueva y canto con Jascha Galperyn y luego ingresó en el Instituto Superior de Arte del Teatro Colón, donde se graduó como cantante en 1983.
Debutó en 1985, en el Teatro Argentino de La Plata como Ferrando en Così fan tutte, de Mozart, y al año siguiente en el Teatro Colón, asumiendo el rol del Mozo de la Faja, en La zapatera prodigiosa, de Juan José Castro.
En 1985 participó por primera vez en el Concurso de Canto de Luciano Pavarotti en Filadelfia, pero solo lo ganaría tres años más tarde. Cuando, en 1987, Pavarotti cantaba La bohème en el Teatro Colón, escuchó a Ayas en un aria de coloratura y quedó admirado.
El joven tenor accedió así a la oportunidad de cantar en Roma el rol de Elvino en La sonámbula. Finalmente, en 1988 ganó el Concurso Pavarotti, junto al el tenor francoitaliano Roberto Alagna. Pavarotti incluyó a Ayas en varios de sus proyectos, y logró que sus representantes lo consideraran.
En el momento en que pudo haberse convertido en una figura de la lírica mundial en su cuerda, Ayas rechazó un contrato tras otro, para no estar demasiado tiempo lejos de su familia. La permanente negativa llevó a sus representantes a ignorarlo en sus agendas.
Sin embargo, Ayas desarrolló una importante carrera en el primer teatro de su ciudad, el Colón, y en el Teatro Argentino de La Plata, siendo frecuentemente convocado a cantar en teatros de otras ciudades argentinas.
Eduardo Ayas falleció en Buenos Aires, a los 52 años de edad, el 26 de agosto de 2010 y fue sepultado en el Cementerio de la Chacarita.

## Carrera

### En su país
En el Teatro Colón de Buenos Aires cantó Fausto (1990), La Cenerentola (1993), Los cuentos de Hoffmann (1994 y 2001), Madama Butterfly (1994), Werther (1995), La bohème (1995), Romeo et Giulliette (1996), Gianni Schicchi (1997), El barbero de Sevilla (1997), Rigoletto (1997), Don Pasquale (1998), Fausto (1998), Goyescas (1998), Carmina Burana (1998), El turco en Italia (2000).
En el Teatro Argentino de La Plata cantó La italiana en Argel (1986), Madama Butterfly (1989), La bohème (1990), Rigoletto (1991), Los pescadores de perlas (1992), La traviata (1994), Lucia di Lammermoor (1994), El barbero de Sevilla (1996), Manon (1998). En 2001 interpretó a Arturo Talbot en I puritani de Bellini en el Teatro Roma de Avellaneda, en la primera versión integral de esta ópera representada en la Argentina.
También incursionó en la música de cámara y en el concierto sinfónico-vocal, cantando en el Teatro Colón Edipo Rey (1988) y Las bodas, ambas de Stravinski, la Pequeña Misa Solemne de Rossini (1990), la Misa de la Coronación y el Réquiem de Mozart (1991), y la Octava sinfonía de Mahler (1998).

### En el exterior de su país
Fuera de la Argentina, Ayas cantó Persephone de Stravinski, en el Teatro Comunale de Bologna y Teatro Regio de Parma (1990), La italiana en Argel en el Teatro Nacional de Costa Rica (1990), El barbero de Sevilla en la Ópera de Roma (1992) y Teatro de la Ópera de Filadelfia (1992), Il turco in Italia (1992), L’elisir d’ amore (1996) y Don Pasquale (1997), en el Teatro Municipal de Santiago de Chile, y El barbero de Sevilla, en el Teatro Municipal de Río de Janeiro (1992).
En el Teatro Solís de Montevideo cantó La bohème (1994), L’eilisir d’ amore (1995) y La flauta mágica (1996). Para el S.O.D.R.E. de esta misma ciudad cantó el Réquiem de Verdi (1995), el rol de Ramiro en La Cenerentola de Rossini, y el Stabat Mater de Rossini (1998).
En el Teatro Regio de Parma cantó el Requiem de G. Verdi, en ocasión del 94.º aniversario de la muerte del compositor, dirigido por Romano Gandolfi.

## Premios
En 1988 obtuvo el premio de los críticos musicales argentinos como “el mejor cantante lírico”; y en 1989 la Asociación Verdiana de Buenos Aires lo premió como “revelación mejor tenor lírico de la actualidad”.